# Monika Müller-Klug
Monika Müller-Klug (* 1937 in Thedinghausen) ist eine deutsche Bildhauerin.

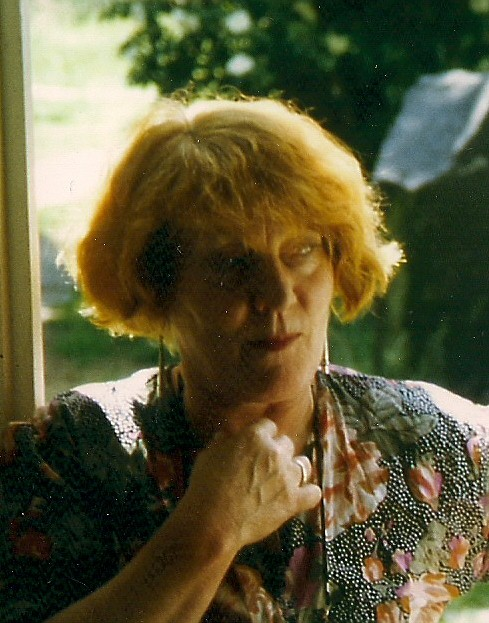
Monika Müller-Klug

## Leben
Monika Müller-Klug wurde 1937 in Thedinghausen bei Bremen geboren.
Nach ihrem Studium arbeitete sie als Lehrerin an Grund-, Haupt- und Sonderschulen.
1965 zog sie zusammen mit ihrem Ehemann, dem Bildhauer Klaus Müller-Klug, nach Westberlin. Dort begann ihre bildhauerische Arbeit, zunächst gemeinsam mit Klaus Müller-Klug. Beide waren Mitglieder der „Gruppe Plastik 71“.
Seit 1972 lebt Monika Müller-Klug mit ihrer Familie im Landkreis Lüchow-Dannenberg.
Zusammen mit anderen Kollegen gründeten Monika und Klaus Müller-Klug 1988 den „Westwendischen Kunstverein.“
1994 begannen sie mit der Realisierung eines Skulpturengartens in Damnatz an der Elbe, dessen weitere Gestaltung bis heute ein gewichtiger Teil der künstlerischen Arbeit ist.
Folgende Großplastiken von Monika Müller-Klug stehen im öffentlichen Raum:
„Atlantikschwimmer“ (Seegeniederung, Gartow), „Himmelstreppe“ (Amtsgarten, Dannenberg), „Wasserzeichen“ (Grünflächenamt Berlin-Wedding), „Frühstück im Grünen“ (Georg-Kolbe-Haus, Berlin).
Monika Müller-Klug hat drei Kinder. Till Müller-Klug ist Autor und Regisseur, Ilja Müller-Klug arbeitet für den Berlin Verlag und Florian Müller-Klug betreibt die Kunstagentur Artagent Berlin und die Agentur für historische Stadtführungen CLIO Berlin.

## Werk

### Holzarbeiten

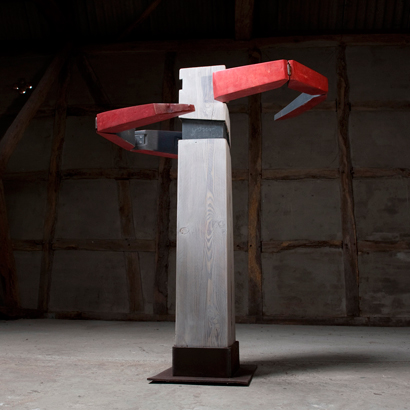
Monika Müller-Klug, Hide and Try, 2009, Kiefer, Esche, Stahl, Farbe, Höhe: 120 cm

In ihren Holzarbeiten spürt Monika Müller-Klug den im Material liegenden Kräften nach, indem sie Skulpturen schafft, die sich in Bewegung befinden oder besser in einer Art Lauerstellung verharren, aus der sie potentiell zu jedem Zeitpunkt plötzlich und unerwartet in eine andere Position übergehen könnten. Die fiktive, die gedachte Bewegung ist das Thema fast all ihrer Arbeiten. Monika Müller-Klugs Skulpturen, sicher stehend oder bequem gelagert,
eingepasst oder umschlossen, sind somit Objekte in Wartestellung. Zahnradverbindungen, Torsionen, Wellenformen, Sollbruchstellen, Rollen, Räder und Scharniere evozieren die Vorstellung der Möglichkeit eines Aus- oder Aufbruchs, eines erneuten „zum Leben erwachen“ des toten Materials in einer anderen nur gedachten Realität, Dimension oder Zeit. Mit Robert Musil ließe sich sagen, dass ihre Skulpturen „Möglichkeitssinn“ besitzen: „Hier könnte, sollte oder müßte geschehn; und wenn man erklärt, daß es so sei, wie es sei, dann könnte es wahrscheinlich auch anders sein.“

### Plantings
Seit 1994 gestaltete Monika Müller-Klug für das Gelände des Skulpturengarten Damnatz eine neue Form der Skulptur, eine Verbindung aus naturgewachsenen Formpflanzen mit Holz oder Steinelementen: die sogenannten „Plantings“. Die „Plantings“ greifen ebenfalls das Thema Bewegung als eine Potentielle und Gedachte auf. Auch hier interessiert Monika Müller-Klug das Nicht-Statische, das Ambigue, das
Ungleichgewichtige und das Labile in der Skulptur. Doch trägt das lebendige Material Pflanze diese formal sonst nur gedachte und abstrakte Lebendigkeit auch tatsächlich in sich. Die Pflanze bestimmt durch ihren Wuchs die Skulpturen in einem gewissen Grade mit. Sie verändern sich trotz des regelmäßigen Formschnitts aus sich selbst heraus – sie bleiben in Bewegung.
In Monika Müller-Klugs Œuvre finden sich auch Zeichnungen, Radierungen und Kleinplastiken in Bronzeguss.

## Ausstellungen (Auswahl)
- 1989  Malerei – Plastik – Fotografie, Westwendischer Kunstverein, Gartow (Katalog)
- 1989  Berlin-Odense, Rathausgalerie Odense, Odense (Katalog)
- 1990  Jahresgabenausstellung, Kestner-Gesellschaft, Hannover (Katalog)
- 1991  Kunst an der Grenze, Ziegelei Kröte, Kröte
- 1992  Bildhauersymposion in der Seegeniederung, Westwendischer Kunstverein, Gartow (Katalog)
- 1996  Kunst im Kasten, Zehntspeicher, Westwendischer Kunstverein, Gartow (Katalog)
- 1998  Stein-Holz-Bronze. Fünf Bildhauer aus dem Skulpturengarten Damnatz, Schloss Salder, Salder
- 1998  Quarnstadt 98, Westwendischer Kunstverein, Gartow (Katalog)
- 1998  Kunstverein Salzgitter, Salzgitter (Katalog)
- 2000  Ein Blick in die Unendlichkeit, Westwendischer Kunstverein, Gartow (Katalog)
- 2001  Land Liebe, Westwendischer Kunstverein, Gartow (Katalog)
- 2001  Sudden Death Danse Macabre, Westwendischer Kunstverein, Gartow (Katalog)
- 2004  Nachtlust, Künstlerhof Schreyahn, Schreyahn (Katalog)
- 2005  Kulturtage Garbsen, M & R Galerie Kolbien, Garbsen
- 2007  Kaesten, Kunstverein Dahlenburg, Dahlenburg
- 2008  Kleinplastik I, Skulpturengarten Damnatz, Damnatz
- 2008  Zu Neuen Ufern. 20 Jahre Westwendischer Kunstverein, Zehntspeicher, Westwendischer Kunstverein, Gartow (Katalog)
- 2009  Kleinplastik II, Skulpturengarten Damnatz, Damnatz
- 2010  Voltaire in Zeetze, Atelierhaus Zeetze, Zeetze
- 2010  Kleinplastik III, Skulpturengarten Damnatz, Damnatz
- 2011  Kleinplastik IV, Skulpturengarten Damnatz, Damnatz